# Вілл Форте
Вілл Форте (англ. Will Forte), при народженні Орвілл Вілліс Фортей IV (англ. Orville Willis Forte IV, МФА: [ˈfɔːrteɪ]; нар. 17 червня 1970, Аламіда, Каліфорнія) — американський актор кіно, телебачення і озвучування, сценарист і продюсер. Найбільш відомий глядачеві різноманітними комедійними ролями у телешоу «Суботнього вечора в прямому ефірі», в якому він з 2002 по 2012 рік з'явився в 157 випусках.

## Біографія
Орвілл Вілліс Фортей IV (справжнє ім'я актора) народився 17 червня 1970 року в місті Аламіда однойменного округу в Каліфорнії. Мати — Патриція Форте (до шлюбу — Стіверс), художниця, батько — Орвілл Вілліс Фортей III, фінансовий брокер, старша сестра — Мішель. Батько пішов з сім'ї, коли Вілл і Мішель були ще дітьми. Після цього сім'я переїхала в місто Лафаєтт в тому ж штаті. Там майбутній актор вступив до середньої державної школи Акаланес, яку закінчив в 1988 році, потім вступив до Каліфорнійського університету, який закінчив за спеціальністю «історик». Спочатку Орвілл хотів стати брокером, як батько, але попрацював в цій області лише один рік, вирішивши присвятити себе комедії.

## Нагороди і номінації
- 1998 — Прайм-тайм премія «Еммі» в категорії «Видатний сценарій для музичної або вар'єте-програми» за сценарії для ток-шоу «Пізнє шоу з Девідом Леттерманом» (спільно з 16 іншими сценаристами) — номінація.
- 2013 — Премія Національної ради кінокритиків США за кращу чоловічу роль другого плану (фільм «Небраска») — нагорода

## Фільмографія
| Рік             |    | Українська назва                                                 | Оригінальна назва                                        | Роль                                                           |
| --------------- | -- | ---------------------------------------------------------------- | -------------------------------------------------------- | -------------------------------------------------------------- |
| 2002-2010       | тф | Суботнього вечора в прямому ефірі                                | Suturday Night Live                                      | Джордж Буш-молодший / численні інші персонажі (в 157 випусках) |
| 2004            | ф  | Навколо світу за 80 днів (фільм, 2004)                           | Around the World in 80 Days                              | Боббі, молодий поліцейський-француз                            |
| 2006            | ф  | Пивний бум                                                       | Beerfest                                                 | Отто                                                           |
| 2007            | ф  | Брати Соломон                                                    | The Brothers Solomon                                     | Дін Соломон                                                    |
| 2007—2010       | с  | Кльове шоу Тіма і Еріка, відмінна робота!                        | Tim and Eric Awesome Show, Great Job!                    | різні ролі (в 6 епізодах)                                      |
| 2007, 2010—2012 | с  | 30 потрясінь                                                     | 30 Rock                                                  | Пол/Томас (в 13 епізодах)                                      |
| 2008            | ф  | Ой, матінко                                                      | Baby Mama                                                | Скотт                                                          |
| 2008—2010       | с  | Як я зустрів вашу маму                                           | How I Met Your Mother                                    | Ренді Вормпесс (у 2 епізодах)                                  |
| 2009            | ф  | Бурмило Салмон                                                   | The Slammin 'Salmon                                      | Горацій                                                        |
| 2009            | ф  | Короткі інтерв'ю з покидьками                                    | Brief Interviews with Hideous Men                        | суб'єкт #72                                                    |
| 2009            | ф  | Фанати                                                           | Fanboys                                                  | охоронець THX (камео)                                          |
| 2009            | мф | Мінлива хмарність, часом фрикадельки                             | Cloudy with a Chance of Meatballs                        | Джо Тоун                                                       |
| 2010            | ф  | МакҐрубер                                                        | MacGruber                                                | МакҐрубер                                                      |
| 2010—2021       | с  | Конан                                                            | Conan                                                    | Тед Тернер (в 14 епізодах)                                     |
| 2011            | ф  | Стара добра оргія                                                | A Good Old Fashioned Orgy                                | Гленн                                                          |
| 2011—2012       | с  | Всю ніч безперервно                                              | Up All Night                                             | Рід (в 3 епізодах)                                             |
| 2012            | ф  | Фільм на мільярд доларів Тіма і Еріка                            | Tim and Eric's Billion Dollar Movie                      | Аллен Бішопман                                                 |
| 2012            | ф  | Рок на віки                                                      | Rock of Ages                                             | Мітч Майлі                                                     |
| 2012            | ф  | Мій пацан                                                        | That's My Boy                                            | Філ                                                            |
| 2012            | ф  | Сусіди на стрьомі                                                | The Watch                                                | сержант Брессман                                               |
| 2012—2015       | с  | Піддослідні (серіал)                                             | Lab Rats                                                 | Едді, охоронець і керівник будинку (у 20 епізодах)             |
| 2013            | ф  | Небраска                                                         | Nebraska                                                 | Девід Грант (син)                                              |
| 2013            | ф  | Однокласники 2                                                   | Grown Ups 2                                              | Чирлідер                                                       |
| 2013            | ф  | Люби                                                             | Run & Jump                                               | Доктор Тед Філдінг                                             |
| 2013            | ф  | Вкради мою дружину                                               | Life of Crime                                            | Маршалл Тейлор                                                 |
| 2013            | мф | Мінлива хмарність, часом фрикадельки 2                           | Cloudy with a Chance of Meatballs 2                      | Честер V                                                       |
| 2014            | мф | Lego Фільм                                                       | The Lego Movie                                           | Ейбрагам Лінкольн (озвучення)                                  |
| 2015—2018       | с  | Остання людина на Землі (телесеріал)                             | The Last Man on Earth                                    | Філ Міллер (в 66 епізодах)                                     |
| 2015            | ф  | Міс Переполох                                                    | She's Funny That Way                                     | Джошуа Фліт                                                    |
| 2015            | ф  | Безглузда шістка                                                 | The Ridiculous 6                                         | Вілл Патч                                                      |
| 2018            | мф | Луїс і прибульці                                                 | Luis & the Aliens                                        | Наґ (озвучення)                                                |
| 2019            | мф | Lego Фільм 2                                                     | The Lego Movie 2: The Second Part                        | Ейбрагам Лінкольн (озвучення)                                  |
| 2019            | ф  | Екстраординарні                                                  | Extra Ordinary                                           | Крістіан Вінтер                                                |
| 2019            | ф  | Хороші хлопці                                                    | Good Boys                                                | Ендрю Ньюмен                                                   |
| 2022            | ф  | Дивний: Історія Ела Янковича                                     | Weird: The Al Yankovic Story                             | Бен Скотті                                                     |
| 2023            | ф  | Кудлаті перці                                                    | Strays                                                   | Дуг                                                            |
| 2023            | ф  | Інопланетяни викрали моїх батьків, і тепер я почуваюся покинутим | Aliens Abducted My Parents and Now I Feel Kinda Left Out | Сайрус                                                         |
| 2026            | ф  | Койот проти Acme                                                 | Coyote vs. Acme                                          | Кевін                                                          |